# Prawoskrętność

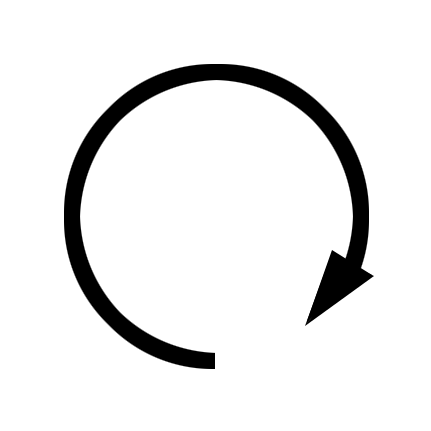
Prawoskrętność (kierunek ruchu wskazówek zegara)

Prawoskrętność – to kierunek obrotu ciała lub zwrot krzywej zgodny z obrotem wskazówek zegara, przy czym patrzymy na wskazówki zegara "od góry".  
Ścisłe określenie wymaga wyboru układu współrzędnych prawoskrętnego: jeżeli punkt kreśli krzywą na płaszczyźnie XY, to krzywa zakreślana przez ten punkt jest prawoskrętna, gdy obraca się zgodnie ze wskazówkami zegara, jeśli obserwuje się ją od strony osi Z układu współrzędnych prawoskrętnego. 

Krzywą w przestrzeni nazywamy prawoskrętną, jeżeli wektor wodzący kreślący krzywą porusza się tak, że jego rzut na ustaloną płaszczyznę obraca się zgodnie ze wskazówkami zegara (por. np. helisa).  

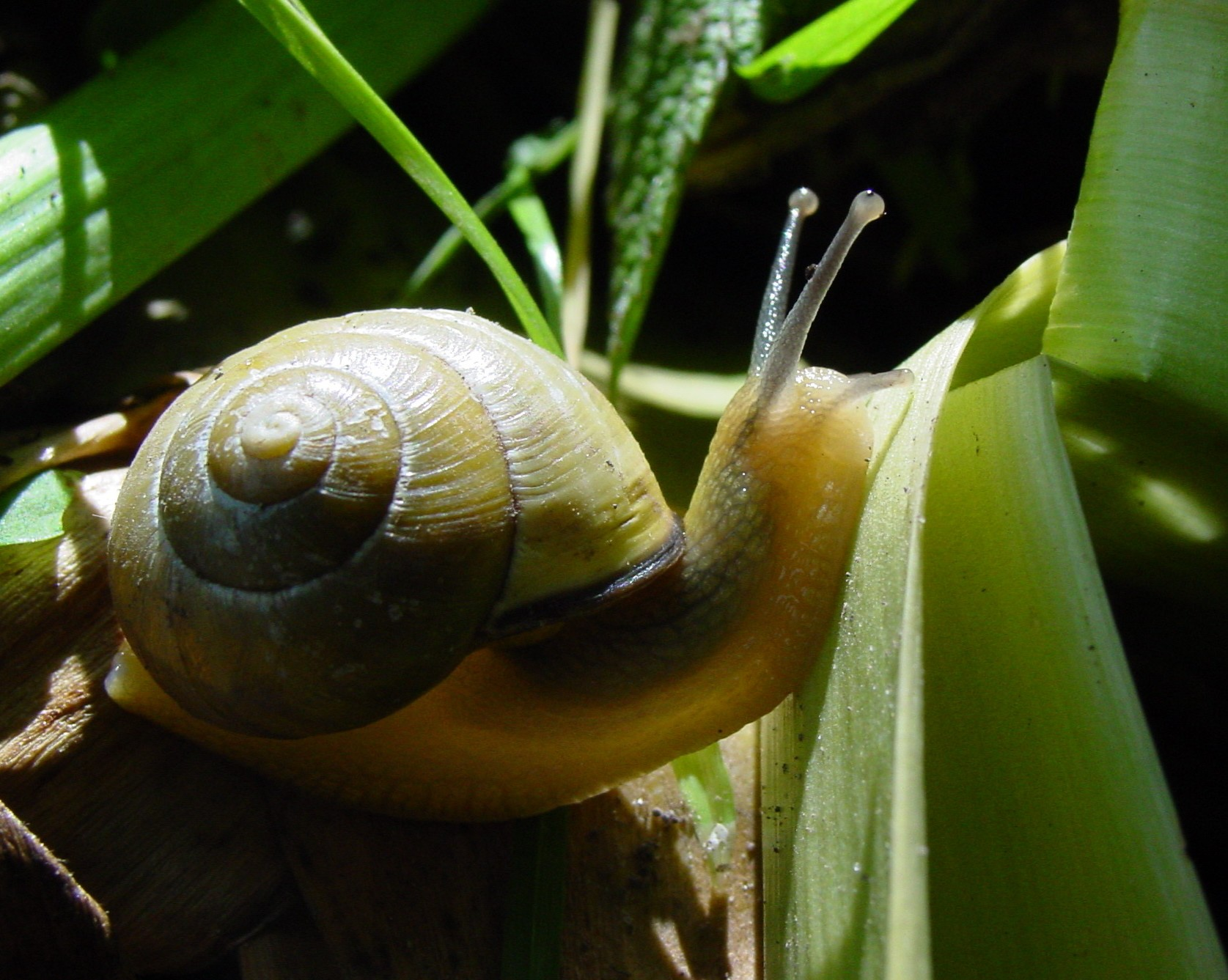
Prawoskrętna muszla ślimaka

Skrętność krzywej zależy od przyjętego punktu początkowego krzywej oraz od przyjętej skrętności układu współrzędnych (np. okręg, elipsę można sparametryzować zarówno prawo- jak i lewoskrętnie, kreśląc te krzywe w daną stronę lub przeciwna); linia prawoskrętna / lewoskrętna w układzie współrzędnych prawoskrętnych będzie lewoskrętna / prawoskrętna w układzie współrzędnych lewoskrętnych.  
Jeżeli określa się skrętność obrotów, krzywych bez wyraźnego podania układu współrzędnych, to domyślnie przyjmuje się układ współrzędnych prawoskrętnych. 
Prawoskrętność krzywych jest cechą obserwowaną w przyrodzie. Np. większość muszli ślimaków cechuje się prawoskrętnością, tzn. kształt zwoju jest spiralą prawoskrętną (muszle lewoskrętne są rzadziej spotykane); większość spirali DNA w spotykanych na Ziemi organizmach żywych istnieje w postaci podwójnej helisy zwiniętej w prawą stronę (istnieje również zwinięta w lewą stronę forma Z-DNA). 

Fala spolaryzowana prawoskrętnie - obserwator widzi, że wektor pola elektrycznego zbliżającej się do niego fali kręci się zgodnie ze wskazówkami zegara

W technice stosuje się zazwyczaj prawoskrętne gwintowanie śrub, wkrętów (gwint prawy, zwykły).

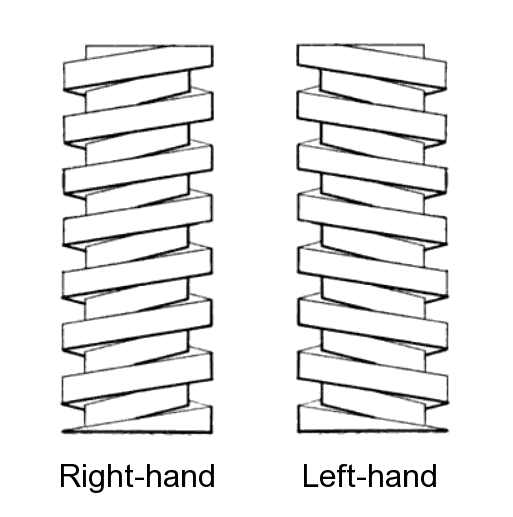
Prawo- oraz lewo-skrętne śruby

Prawoskrętnością cechują się także wiatry wiejące na półkuli północnej wokół wyżów barycznych (tzw. antycyklony); natomiast cyklony wiejące wokół niżów na północnej półkuli wieją w kierunku odwrotnym  (na półkuli południowej wiatry wieją odwrotnie). Wszystkie te zjawiska związane  są z obrotami globu ziemskiego i efektem Coriolisa.
W matematyce wyróżnia się układy współrzędnych prawoskrętne i lewoskrętne.
W fizyce fal wyróżnia się fale spolaryzowane prawoskrętnie i lewoskrętnie. W fizyce cząstek elementarnych odkryto, że anty-neutrino jest prawoskrętne (zaś neutrino jest lewoskrętne). 